# Enver Yıldırım
Enver Yıldırım, né le 18 octobre 1995 à Ankara, est un escrimeur turc. Il est double médaillé de bronze aux championnats d'Europe d'escrime, en individuel et par équipes, deux médailles qui sont les deux premières de son pays dans la compétition.

## Carrière
Entre 2016 et 2022, il compte six victoires lors de tournois satellites. Il s'entraîne à l'académie de sabre de Christian Bauer, à Orléans, à partir de 2022, dans l'espoir d'obtenir une qualification aux jeux olympiques de Paris.
En 2022, il passe à une touche de monter sur son premier podium aux championnats d'Europe, chez lui à Antalya, en étant battu en quart de finale par le Français Eliott Bibi. Pas abattu par cette occasion manqué, Yıldırım mène l'équipe de Turquie à un succès inattendu lors de l'épreuve par équipes, en tant que dernier relayeur chargé de conclure la rencontre. Le collectif national turc, classé tête de série no 11, crée la surprise en obtenant la médaille de bronze. Lors des quarts de finale, contre l'Italie, Yıldırım renverse le match en infligeant un cinglant 13-3 à Michele Gallo, avant de conclure par une nouvelle victoire (5-3) contre Luca Curatoli pour qualifier son équipe en demi-finale. Il s'illustre à nouveau en battant l'Ukrainien Vasyl Humen (11-3) pour donner l'avantage à son équipe, mais, lancé avec une touche de retard dans l'ultime relais, s'incline contre Andriy Yahodka (4-5). Bien que ne partant pas favori du match pour la médaille de bronze contre la France, le collectif turc surprend par sa solidité, en prenant la tête dans le troisième relais pour ne plus la quitter (45-39). 
Aux championnats d'Europe d'escrime 2023, il devient le premier escrimeur turc médaillé individuel dans cette compétition, en atteignant les demi-finales, grâce à une victoire contre le vice-champion du monde en titre Maxime Pianfetti en quarts de finale (15-12).

## Palmarès
- Championnats d'Europe
  -  Médaille de bronze par équipes aux Championnats d'Europe 2024 à Bâle
  -  Médaille de bronze aux Championnats d'Europe 2023 à Plovdiv
  -  Médaille de bronze par équipes aux Championnats d'Europe 2022 à Antalya

## Classemen en fin de saison
| Année | 2015 | 2016 | 2017 | 2018 | 2019 | 2020 | 2021 | 2022 |
| ----- | ---- | ---- | ---- | ---- | ---- | ---- | ---- | ---- |
| Rang  | 210  | 90   | 48   | 56   | 68   | 66   | 72   | 24   |